# Трета космическа скорост
Трета космическа скорост е най-малката начална скорост, която е нужна на тяло, за да е в състояние да преодолее планетарната гравитация и да напусне пределите на звездната система. За пределите на слънчевата система, трета космическа скорост от повърхността на Земята е 16,67 km/s.
За да се изчисли трета космическа скорост в общия случай се използва следната формула:
{\displaystyle v_{3}={\sqrt {({\sqrt {2}}-1)^{2}v^{2}+v_{2}^{2}}},}
където v е орбиталната скорост на планетата, а v2 е втората космическа скорост на планетата